# Jan Meijer Drees
Jan Meijer Drees (Den Haag, 22 februari 1923 – Austin (Texas), 29 maart 1999) was de eerste Nederlander die afstudeerde op het onderwerp helikopters aan de TU Delft. Hij was tevens de ontwerper van de enige helikopter die ooit in Nederland is ontworpen én in productie is gegaan, de NHI H-3 "Kolibri". Het ontwerp van deze helikopter begon onder de vlag van de SOBEH in 1951. In 1955 werd de SOBEH geliquideerd om plaats te maken voor de NHI. In 1958 vertrok Drees naar het Amerikaanse Bell. De NHI is nog tot 1961 in productie gebleven. In 1972 ontving hij de Grover E. Bell Award, een aanmoedigingsprijs voor innovatief werk ten behoeve van de helikopterontwikkeling. 